# Horner (cràter)
Horner és un cràter d'impacte en el planeta Venus de 25,2 km de diàmetre. Porta el nom de Mary Horner (1808-1873), geòloga i conquiliòloga britànica, i el seu nom va ser aprovat per la Unió Astronòmica Internacional el 1991.